# Дгебуадзе Ніна Калістратівна
Ніна Калістратівна Дгебуадзе (1906, місто Тифліс, тепер Тбілісі, Грузія — ?) — грузинська радянська діячка, старший науковий співробітник Зугдідської філії Всесоюзного науково-дослідного інституту чаю і субтропічних культур, кандидат сільськогосподарських наук (1948). Депутат Верховної ради СРСР 3—4-го скликань.

## Життєпис
Закінчила середню школу в Тифлісі. У 1929 році закінчила агрономічний факультет Тифліського державного університету.
У 1929—1933 роках — лаборант Озурґетської центральної дослідної станції, асистент у Ботанічному саду міста Тифліса, асистент Закавказької філії Всесоюзного науково-дослідного інституту із добрив у Тифлісі.
У 1933—1936 роках — науковий співробітник, із 1936 року — старший науковий співробітник Зугдідської філії Всесоюзного науково-дослідного інституту чаю і субтропічних культур. Проводила досліди із використання добрив для живлення чайної культури.
Подальша доля невідома.

## Нагороди
- медаль «За оборону Кавказу»
- медаль «За доблесну працю у Великій Вітчизняній війні 1941—1945 рр.»